# Almighty Fire
Almighty Fire è un album della cantante soul statunitense Aretha Franklin, pubblicato nel 1978 dalla Atlantic Records.

## Tracce

### Lato A
1. Almighty Fire (Woman Of The Future) – 4:36 (Curtis Mayfield)
2. Lady, Lady – 2:45 (Curtis Mayfield)
3. More Than Just A Joy – 3:03 (Curtis Mayfield)
4. Keep On Loving You – 3:12 (Curtis Mayfield)
5. I Needed You Baby – 4:38 (Curtis Mayfield)

### Lato B
1. Close To You – 4:22 (Curtis Mayfield)
2. No Matter Who You Love – 4:01 (Curtis Mayfield)
3. This You Can Believe – 4:46 (Curtis Mayfield)
4. I'm Your Speed – 3:40 (Aretha Franklin, Glynn Turman)